# Sarah Michel
Ne doit pas être confondu avec Sarah Michelle.
Sarah Michel Boury, née le 10 janvier 1989 à Ris-Orangis, est une ancienne joueuse de basket-ball française de 1,80 m évoluant au poste d'arrière.
Avec l'équipe de France, elle obtient la médaille d'argent en 2015, 2017, 2021, et la médaille de bronze en 2023 aux Championnats d'Europe ainsi que la médaille de bronze olympique en 2020 aux jeux de Tokyo et la médaille d'argent olympique en 2024 aux jeux de Paris.

## Biographie
Internationale française cadette, juniore et des Vingt Ans et moins, elle est une des joueuses les plus prometteuses de sa génération. Elle est une des meilleures espoirs féminins à ne pas être passée par l'INSEP et fait office d'exception. Au sortir de sa dernière saison minimes, elle fait ses débuts en Ligue féminine de basket (LFB) le 16 octobre 2004 à 15 ans et 9 mois sous la direction de Laurent Buffard qui la fait entrer en jeu sous les couleurs de l'Union sportive Valenciennes Olympic, Championne de France et d'Europe en titre contre le R.C. Strasbourg.
Elle signe son premier contrat professionnel en mai 2006 avec l'équipe de Valenciennes désormais dirigée par Hervé Coudray préférant se frotter à l'élite plutôt que de passer par la Nationale 1. Pour sa première saison en LFB elle tourne à 10,3 points en 14 minutes. 
En 2008, l'U.S.Valenciennes Olympic et Saint-Amand les Eaux fusionnent pour devenir Union Hainaut Basket. Elle resigne pour deux saisons sous réserve de pouvoir jouer la première saison (2008/2009) pour Arras Pays d'Artois Basket Féminin à qui elle est prêtée.
En 2009, ce talent naissant du basket français suscite les convoitises de plusieurs clubs de LFB disputant une coupe d'Europe mais l'arrière, devant les difficultés du Union Hainaut Basket, préfère la stabilité Arrageroise et signe pour deux saisons avec ce dernier club.
En 2010, elle termine les 26 matchs de la saison à la première place des interceptions avec une moyenne de 3 balles volées par match, 10 points de moyenne, une évaluation de 11 et quatrième française au niveau des passes décisives avec 3,1 passes par match. Elle est appelée dans le groupe de 18 joueuses France A de Pierre Vincent. Elle n'est toutefois pas conservée dans le groupe des Bleues à l'issue du premier stage qui se déroule à L'Alpe d'Huez.
Arras réalise une saison moyenne en LFB durant la saison 2010-2011 (septième au classement de la saison régulière et demi-finaliste de la coupe de France et du challenge Round), mais l'équipe atteint la finale de l'Eurocoupe.
À l'issue de la saison 2010-2011 elle signe pour deux ans (2011-2012 et 2012-2013) au Nantes Rezé Basket.
Nantes réalise une saison mitigée due à de nombreuses joueuses blessées tout au long de la saison mais réussit tout de même à remporter le challenge Round 2012 et se qualifie pour l'Eurocoupe.
Saison 2012-2013 elle finit meilleur intercepteur de la ligue féminine.
À la suite d'une blessure au pouce en quart de finale d'Eurocoupe, son club Nantes est fortement handicapé et ne se qualifie pas pour la demi-finale. Quelques semaines plus tard elles perdent à Bercy en finale de la coupe de France contre Montpellier et sont qualifiées pour l'Eurocoupe pour la saison 2013-2014. Elle resigne avec Nantes Rezé Basket pour les deux saisons suivantes. 
En juin 2015, elle signe pour Montpellier. Montpellier remporte la Coupe de France et le championnat de France face à Bourges. Si le club renonce à l'Euroligue, Sarah Michel gagne cependant un titre de championne de France en 2016. Après le tournoi olympique, elle poursuit l'aventure avec Montpellier réussissant 19 points, 4 passes décisives et 4 interceptions en finale de coupe de France.
Après le départ de l'entraîneur Valéry Demory, celle qui était en 2016-2017 à 8,42 points, 4,04 rebonds, 3,13 passes et 2,13 interceptions, rejoint le club de Tango Bourges.
Lors de la saison 2017-2018 elle gagne avec les Tangos Bourges Basket le match des champions, la coupe de France, le Championnat de France et perd en quart de finale de l'Euroligue.
Elle ne peut terminer la saison 2018-2019 en raison d'une blessure au ménisque qui la contraint également à renoncer au championnat d'Europe.
La saison 2018-2019 elle remporte la coupe de France.
Lors de la saison 2021-2022, elle gagne la Super Coupe d'Europe FIBA face à Sopron, remporte l'Eurocoupe FIBA ainsi que le match des Champions LFB et le Championnat de France.
Le 14 octobre 2023 lors de l'assemblée générale de la FFBB, le président de la fédération française de basket-ball lui remet la plus haute distinction : Le « Trophée Robert Busnel » pour son palmarès exceptionnel, ses qualités humaines et sa force de travail qui font d'elle une source d'inspiration.
La saison 2023-2024 est sa dernière saison au Tango Bourges Basket, elle soulève la coupe de France en tant que Capitaine du Tango Bourges Basket après avoir cumulé  8 titres en 7 ans avec les Tango Bourges Basket.
Elle commença sa carrière professionnelle par une victoire en Coupe de France lors de la saison 2006/2007 avec l' US Valenciennes Olympic et la termina sur une victoire en Coupe de France avec le Tango Bourges Basket lors de la saison 2023/2024.
Le 16 septembre 2024, elle annonce au journal L'Équipe mettre un terme à sa carrière sportive.
Le 11 janvier 2025, elle est intronisée Légende Tango par le Tango Bourges Basket. Son numéro 17 est retiré et ne sera plus attribué.

## Équipe nationale
Ses bonnes performances avec Nantes en 2013-2014 lui valent une place dans la pré-sélection de 24 joueuses de l'Équipe de France annoncée le 16 mai 2014, mais n'est pas conservée dans la sélection finale qui doit disputer le championnat du monde en raison d'une déchirure musculaire. Elle connaît sa première sélection en équipe nationale face aux Britanniques le 14 mai 2015.
Elle fait ses débuts en compétition officielle sous le maillot bleu pour l'Euro 2015.
En 2015, elle est membre de l'équipe qui atteint la finale de l'Euro 2015 face à la Serbie (68-76). Elle s'exprime après le tournoi, satisfaite d'avoir conquis une médaille pour sa première campagne : « Je suis contente que l’on ait fait un podium mais déçue car j’aurais aimé que l’on gagne (...) Sur ce match-là les Serbes ont été plus fortes. Maintenant je suis très contente d’avoir pu participer, d’avoir eu du temps de jeu parce que j’en ai quand même eu. Valérie [Garnier] m’a fait confiance sur ces matchs-là. Sur les premiers matchs j’avais beaucoup plus d’appréhension mais sur les derniers j’étais un peu moins stressée, plus libérée (...) Si on m’avait dit un jour que je gagnerais une médaille d’argent après ma première campagne à l’Euro je ne l’aurais pas cru. Je reste très heureuse d’avoir fait ce parcours avec cette équipe. Ça s’est très bien passé malgré la défaite on a vraiment un groupe en or ».
En 2017 elle remporte la médaille d'argent aux championnats d'Europe  en République tchèque.
Membres de la sélection française pour les Jeux de Rio, elle prend une large part dans la victoire de l'équipe de France 55 à 39 contre les Turques avec 14 points (5 tirs réussis sur 10 dont un 4 sur 6 à trois points), 8 rebonds, 4 interceptions, aucune balle perdue, 1 contre. Selon son entraîneuse Valérie Garnier, Sarah Michel a signé « son meilleur match en compétition officielle ». La joueuse commente : « Aujourd’hui, j’étais en réussite, mais on sait que ça peut être n’importe qui (...) C’est sûr que réussir à porter l’équipe, ça fait plaisir ». Pour l'ancienne internationale Yannick Souvré, « C’est une morte de faim, elle est intelligente, elle joue juste, elle fait toujours le bon choix et surtout elle est complète. Elle me fait penser à Cathy Melain avec le jus en plus ». L'équipe de France finira quatrième aux Jeux de Rio.
Elle fait partie de l'équipe de France médaillée de bronze aux Jeux olympiques d'été de 2020 à Tokyo.
En 2021, elle remporte la médaille d'argent au championnat d'Europe.
Elle devient capitaine de l’équipe de France pour la Coupe du monde 2022 et cela jusqu'en 2024.
Démarrant la préparation pour le Championnat d'Europe 2023 en Slovénie avec un ischio encore fragile, elle participe à cette compétition où elle remporte la médaille de bronze, défaite en demi-finale face à la Belgique puis victoire face à la Hongrie.
En 2024, elle met un terme à sa carrière Internationale à l'issue des Jeux olympiques d'été de 2024 où la France remporte la médaille d'argent, battue en finale par les Américaines sur le score de 67 à 66.

## Palmarès

### Sélection nationale

#### Seniors
- Médaille d'argent au championnat d'Europe 2015[20] en Hongrie et Roumanie
- Quatrième place aux Jeux Olympiques 2016[20] au Brésil
- Médaille d'argent au championnat d'Europe 2017[28] en République tchèque
- Médaille d'argent au championnat d'Europe 2021 en France et en Espagne
- Médaille de bronze aux Jeux olympiques d'été de 2020 à Tokyo[29]
- Médaille de bronze au championnat d'Europe 2023 en Slovénie[30]
- Médaille d'argent aux Jeux olympiques d'été de 2024 à Paris

#### Jeunes
- Équipe de France Cadettes 2004.
- Équipe de France Cadettes 2005.
- Équipe de France Juniors 2006.
- Équipe de France Juniors 2007 et Championnat d'Europe Junior 2007 à Novi Sad (Serbie)
- Équipe de France moins de 20 ans 2008
- Médaille d'Argent au Championnat d'Europe de basket-ball féminin des 20 ans et moins 2008 à Chieti (Italie)

### En club

#### Seniors

##### National
- Championne de France LFB : saisons 2015-2016 avec Lattes Montpellier[8], 2017-2018 avec Bourges et 2021-2022 avec Bourges[31]
- Vainqueur de la Coupe de France : saisons 2006-2007 avec Valenciennes, 2015-2016 avec Lattes Montpellier[32], 2017-2018 avec Bourges[33] 2018-2019 avec Bourges [34]2019-2020 avec Bourgeset 2023-2024 avec Bourges
- Finaliste de la Coupe de France contre l'ASVEL : saison 2019-2020 annulée pour cause de COVID.
- Finaliste de la Coupe de France : saison 2012-2013 avec Nantes et saison 2021-2022 avec Bourges
- Vainqueur du Match des champions en 2016 avec Lattes Montpellier et en 2017 , 2018  et 2022 avec Bourges
- Vice-championne de France N2 saison 2006/2007 avec US Valenciennes Olympique.
- Vainqueur du Challenge Round 2012 avec le Nantes Rezé Basket.

##### Europe
- Vainqueur de la Super Coupe d'Europe FIBA face à Sopron 2021-2022
- Vainqueur de l'Eurocoupe : 2021-22[35]
- Finaliste de l'Eurocoupe 2010-2011 avec Arras Pays d'Artois

#### Jeunes
- Championne d'Île-de-France Benjamines saison 2001/2002 avec le C.O. Courcouronnes.
- Championne de France Minimes saison 2003/2004 avec le C.O. Courcouronnes, vainqueur du trophée UNSS avec le collège d'Eaubonne (95) et finaliste avec le pôle Espoirs Francilien du tournoi inter ligues à Fréjus (TIL).
- Vainqueur de la Coupe de France Cadettes saison 2006/2007 avec US Valenciennes Olympique.

## Distinction personnelle
- Chevalier de l'ordre national du Mérite (décret du 8 septembre 2021)[36]
- "Trophée ROBERT BUSNEL" de la FFBB pour son palmarès exceptionnel , ses qualités humaines et sa force de travail qui font d'elle une source d'inspiration.
- N°1 des interceptions en EuroLigue : saison 2016-2017 [37]
- Elue Meilleure défenseure de LFB en 2020 et 2021 aux Trophées WeBasket.TV
- MVP de la finale de Coupe de France Cadettes en 2007 avec 25 pts, 11 interceptions et 10 pds.
- First Pick All Star Starter Ligue Féminine de Basket : saison 2023-2024